# Amorparken
Amorparken er en park, der ligger mellem Rigshospitalet og Tagensvej i København. Parken ligger i forlængelse af Fredens Park.
Parken er anlagt i 1910 samtidigt med Fælledparken. Parken blev fra begyndelsen anlagt som en symmetrisk have i modsætning til Fælledparkens mere åbne græsarealer.
I hjørnet af parken ved krydset mellem Tagensvej og Blegdamsvej står Rudolph Tegners skulptur Mod lyset.

## Ekstern henvisning
- Wikimedia Commons har flere filer relateret til Amorparken

55°41′43.8″N 12°33′51.1″Ø / 55.695500°N 12.564194°Ø